# بنیاد پلاشرز
بنیاد پلاشرز ، بنیاد خصوصی اعطای کمکهای مالی (گرنت) هست که از برنامه‌ها و پروژه‌هایی که مخالف توسعه و استفاده از سلاحهای هسته‌ای، بیولوژیک، شیمیایی و سایر جَنگ‌اَفزارها باشند یا از درگیریهایی که منجر به استفاده از سلاح کشتار جمعی می‌شود جلوگیری کنند، حمایت می‌کند. بنیاد پلاشرز کمکهای اشخاص، خانواده‌ها و بنیادهای دیگر را جمع‌آوری می‌کند. این بنیاد، با اعطای بیش از ۱۰۰ میلیون دلار کمک مالی از زمان تأسیس در سال ۱۹۸۱، بزرگترین بنیادیست که در زمینه صلح و امنیت کمک مالی (گرنت) اعطا می‌کند.

## تاریخچه
سالی لیلینتال، نیکوکار و فعال اجتماعی اهل سانفرانسیسکو، که از گسترش سلاحهای هسته‌ای نگران بود، این بنیاد را در سال ۱۹۸۱ تأسیس کرد. سالی لیلینتال در اکتبر سال ۲۰۰۶ در سن ۸۷ سالگی، در حالی که رئیس اعلای بنیاد پلاشرز بود، درگذشت. در سال ۲۰۰۸ هیئت مدیره Joseph Cirincione را به ریاست بنیاد منصوب کرد.

## نام
پلاشر به معنی تیغه گاوآهن هست. الهام بخش این نام، باب ۲ آیات ۳–۴ از کتاب اشعیا هست که در آن از کوبیدن شمشیر به تیغه گاوآهن سخن می‌رود و اصطلاح کوبیدن شمشیر به گاوآهن کنایه از تبدیل تسلیحات به کاربردهای صلح‌آمیز هست.

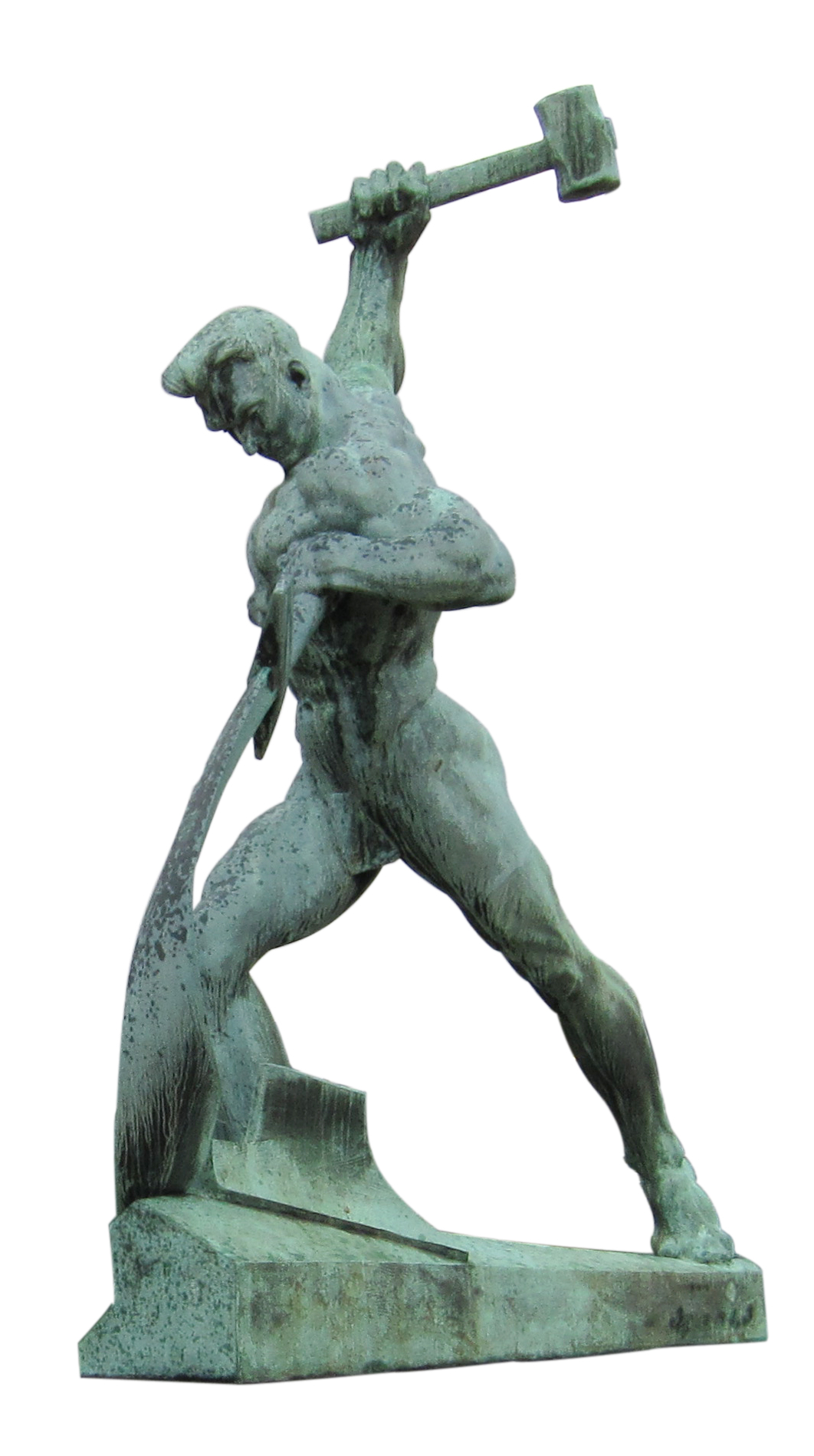
بیایید شمشیرها را به گاوآهن تبدیل کنیم، مجسمه‌ای از یوگنی ووچتیچ، در مجموعه هنری سازمان ملل متحد

## موضوعات مورد توجه
کمکهای مالی بنیاد پلاشرز در حیطه‌های زیر می‌باشد:
- سلاح‌های هسته‌ای
- مواد هسته‌ای
- موشک و فضا
- پیشگیری از درگیری[۲][۵]